# Chapelle castrale de Lichtenberg
La chapelle castrale de Lichtenberg est un édifice religieux de style gothique tardif construit à l'intérieur de l'enceinte du château de Lichtenberg, une forteresse médiévale attestée dès le XIIe siècle et situé sur le territoire de la commune française de Lichtenberg en Basse-Alsace. L'édifice actuel, reconstruit à la fin du XVIe siècle, a été utilisé en tant que tombeau par plusieurs comtes de Hanau-Lichtenberg. Mais leurs dépouilles ont été déplacées vers Bouxwiller dans le dernier quart du XVIIe siècle après la mainmise du château par Louis XIV.

## Localisation
Le château se trouve dans le parc naturel régional des Vosges du Nord.

## Historique
Vers 1580, le comte Philippe IV de Hanau-Lichtenberg entreprend, sur ses propres fonds, d'importants travaux de rénovation sur l'ensemble de la forteresse. La construction d'une nouvelle chapelle fait suite à cet effort de modernisation. L'actuelle chapelle remplace un sanctuaire médiéval sans pour autant reprendre les anciennes fondations.

## Description
La chapelle mesure 12,50 mètres de longueur sur 11 mètres de largeur. son aspect apparait comme étant élancé (13,70 mètres de hauteur) avec une toiture en forte pente. L'appareil de la maçonnerie est constitué de blocs de grès rose, réguliers et lisses, de trente à trente-cinq centimètres de hauteur.
Cette chapelle est un chœur de forme polygonale sans aucune trace de raccord avec une nef préexistante. Cependant la présence d'un arc triomphal laisse supposer un projet non abouti de la construction d'un édifice plus grand et disposant d'une nef. En 1522, une église paroissiale fut construite dans le bourg situé au pied du château. Dans les faits, il s'est donc avéré inutile de construire dans la forteresse même un édifice religieux de taille considérable.
La chapelle reprend la tradition du style gothique. Les façades sont décorées de lésènes et d'un larmier dans le tiers inférieur. L'intérieur est éclairé par trois baies de 4,60 mètres de hauteur, géminées et en ogive. Le plafond est une voûte avec des liernes et des tiercerons qui s'articulent autour de trois clés. Au XIVe siècle était peint sur la façade, près d'un escalier, saint Christophe.

## Mausolée dePhilippeV

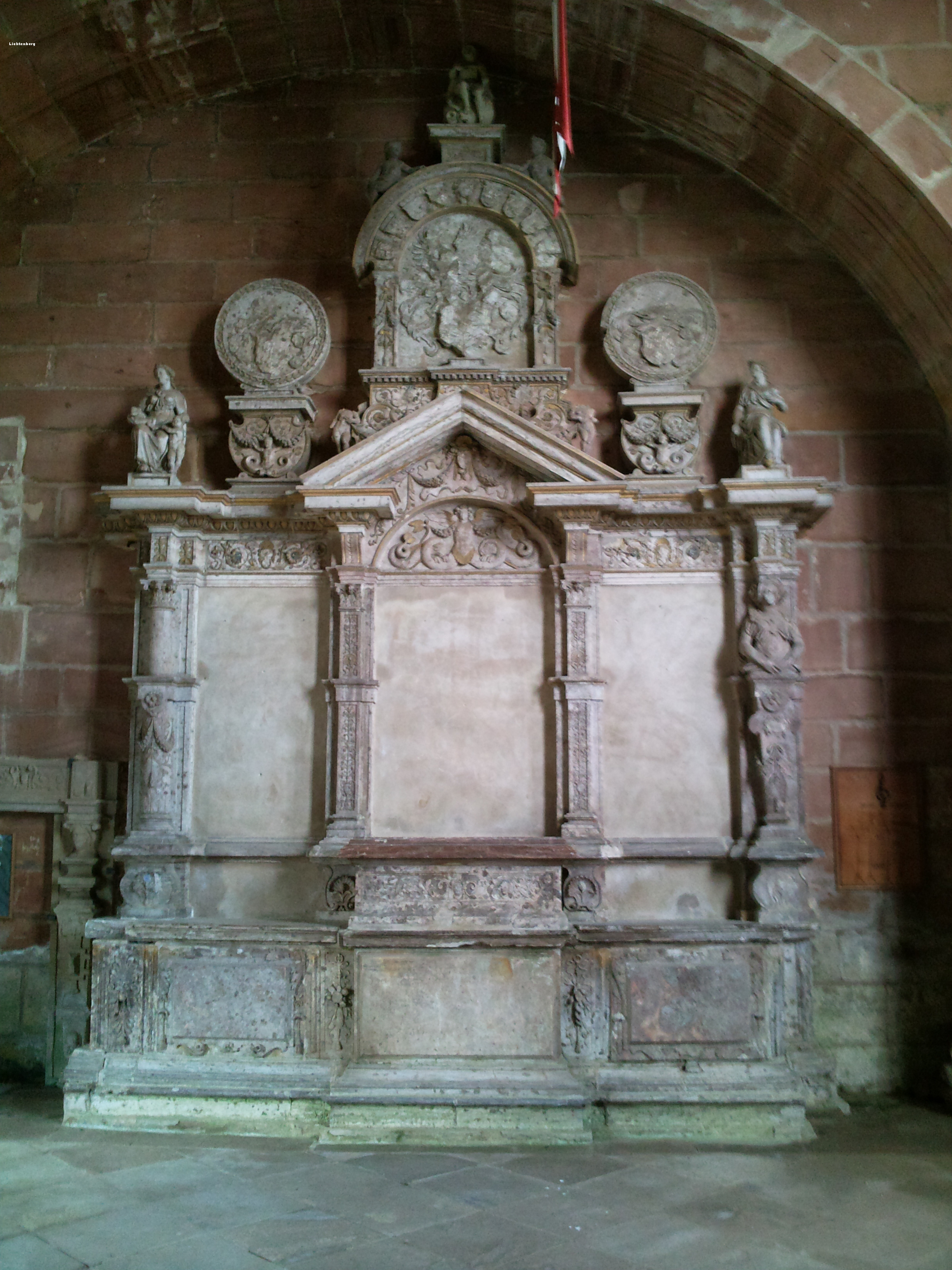
Mausolée du comte de Hanau-Lichtenberg.

À l'intérieur, la chapelle abrite contre le mur septentrional un grand mausolée de style Renaissance. Il est dédié au comte Philippe V de Hanau-Lichtenberg et à ses trois épouses successives ; Louise-Marguerite de Deux-Ponts-Bitche, Catherine de Wied et Agathe de Limburg. Les décorations sont fortement dégradées en particulier les armoiries bûchées sous la Révolution. La présence des armoiries d'Agathe de Limburg, la troisième épouse, sur le mausolée mais aussi sur les clés de voute, permet de situer la construction de la chapelle entre 1586 année du mariage et 1599 année du décès du comte.
Malgré les mutilations, le mausolée en marbre rouge veiné a conservé ses riches sculptures décoratives de rinceaux, de guirlandes, de sirènes à deux queues, de masques feuillus, de coquilles, de putti, d'une cariatide (en demi-relief, dans la masse ou en ronde bosse).
Le mausolée se compose d'un soubassement à ressaut central surmonté d'un retable triptyque vierge de toute représentation peinte. Les trois tableaux sont divisés par quatre supports, une colonnette (à gauche), une cariatide (à droite) et au centre par deux pilastres qui supportent un fronton. Le couronnement est orné d'armoiries bûchées et de statues. La statue sommitale représente un christ trônant et foulant un serpent et une tête de mort. À l'origine, le retable était orné de trois statues allégoriques figurant les trois vertus de la théologie chrétienne. La Foi, placée à l'extrême gauche est perdue ; ne sont conservées que les représentations de l'Espérance et de la Charité. Ont également disparu les statues en pied du comte Philippe V et de ses deux dernières épouses posées sur la tablette du bahut. Celle du comte placée au centre était surélevée.
Au-dessus du fronton et sous la représentation du Christ, se trouvaient dans un arc en plein cintre, les armoiries du comte Philippe V composées de huit quartiers. De part et d'autre, dans des médaillons figuraient les armoiries de Catherine de Wied, la seconde épouse (à gauche) et d'Agathe de Limbourg, la troisième épouse (à droite).